# Artzenheim
Artzenheim je občina v departmaju Haut-Rhin francoske regije Alzacija.
Leta 2008 so v občini živele 803 osebe oz. 83 oseb/km².